# Kevin Rankin (cestista)
Kevin Michael Rankin (Wheeling, 26 agosto 1971) è un ex cestista statunitense naturalizzato turco.

## Palmarès
- Campionato turco: 1

Ülkerspor: 1997-98
- Campionato tedesco: 1

Alba Berlino: 2002-03
- Coppa di Germania: 1

Alba Berlino: 2003